# فلسطين: سياسة
فلسطين: سياسة هو كتاب تاريخي من تأليف الموظف المدني والمؤرخ البريطاني ألبرت مونتيفيوري هيامسون [الإنجليزية] في العقد 1940 م، والذي يقدم تاريخًا لفكرة وممارسة الصهيونية منذ القرن الثامن عشر والانتداب البريطاني على فلسطين حتى عام 1942 م.

## الخلفية
في عام 1937، وعلى خلفية مداولات ونتائج لجنة بيل، كتب هيامسون عددًا من الرسائل إلى رئيس تحرير صحيفة التايمز. وكانت أول هذه التصريحات في مايو/أيار الماضي هي أن تقسيم فلسطين فكرة سيئة وسوف يمثل استسلامًا للمتطرفين على الجانبين. وكتب أن التقسيم من شأنه أن يدمر فكرة الدولة الفلسطينية التي يعيش فيها مواطنون يهود وعرب معًا، وأن يؤدي إلى إنشاء دولتين متعاديتين، الأمر الذي يتطلب وجود الجيش البريطاني للحفاظ على السلام بينهما. كان البديل الذي اقترحه هيامسون هو "المثال المتمثل في فلسطين موحدة، حيث يكون المواطنون اليهود والعرب متساوين وأحرارًا مدنيًا وسياسيًا"، ويتم تنظيمها بموجب نظام مماثل لنهج الملل العثمانية حيث يتم منح جميع المجتمعات أوسع قدر ممكن من الحكم الذاتي في جميع الأمور. وفي رسالته الثانية، التي كتبها في يوليو/تموز، ناشد ألبرت الحكومة البريطانية تأجيل التقسيم إلى حين التوصل إلى قدر من التعاون بين اليهود والعرب.
وفي أغسطس/آب كتب ليشير إلى أن الوكالة اليهودية، وليس المنظمة الصهيونية العالمية، هي التي يمكنها أن تدعي تمثيل اليهود في فلسطين. علاوة على ذلك، كان يعتقد أن المقترحات الخاصة بمائة ألف مهاجر يهودي سنويًا من شأنها أن تجعل البلاد مكتظة بشكل لا يمكن تصوره. وأخيرًا، في تشرين الأول كتب يقول إن التقسيم غير شعبي ويجب تجنبه. وكتب رسالة أخرى في أبريل/نيسان 1938 يتأمل فيها التصويت في مجلس العموم على منح الجنسية الفلسطينية لليهود الذين عانوا من القمع النازي في أوروبا، وهو ما لم يكن ليظل سوى لفتة تعاطف، ولكنه يمكن أن يكون لفتة استعمارية في الممارسة العملية، لأنه تصرف بريطاني في بلاد العرب الفلسطينيون.
في أوائل ومنتصف أربعينيات القرن العشرين، روج هيامسون للقومية الثنائية التي تبناها يهوذا إل ماجنيس [الإنجليزية] كلما أمكنه ذلك. وفي عام 1943 تعاون مع نورمان بنتويتش وآخرين لتوزيع كتيب حول السياسة التي انتهجها ماجنيس. في مقال نشر في مجلة المراجعة المعاصرة [الإنجليزية] في عام 1945، أوضح أسباب دعمه للقومية الثنائية (كأفضل حل وسط بين الهيمنة الصهيونية أو العربية على فلسطين)، وهو ما كرره في رسالة إلى مجلة السجل اليهودي [الإنجليزية] في عام 1946. كتب هيامسون أيضًا عددًا من المقالات التي تدعم ماجنيس في مجلة الزمالة اليهودية المُسماة النظرة اليهودية (بالإنجليزية: The Jewish Outlook).
قبل نشر كتاب فلسطين: سياسة، كان هيامسون قلقًا على ما يبدو من رد الفعل الصهيوني داخل المجتمع اليهودي وكتب إلى صديقه السير رونالد ستورز أنه يعتقد أنه "سيتعرض لنوبة من الاضطهاد" بسبب الكتاب. كما طلب من ستورز، الذي كتب مقدمة الكتاب، أن يخفف من حدة تعليقاته لأنه كان يواجه ضغوطًا كافية دون أن تضيف مساهمة ستورز إلى هذا. شبه ستورز في مقدمة كتابه كتاب هيامسون بكتاب نورمان بنتويتش "المتجول بين عالمين" وذلك لقدرته على شرح اليهود والصهيونية للأمم وقدرته على رؤية كلا الجانبين من الحجة. ويشير أيضًا إلى أن تحليل هيامسون غير المتحيز قد يُفهم على أنه خيانة من الصهاينة الأكثر تطرفًا. ولكن ستورز يعتقد أن الأمر سيكون بمثابة مفارقة غريبة إذا تغلبت الصهيونية الإقليمية على الصهيونية الروحية. بعد تلخيص بعض النقاط الرئيسة التي طرحها هيامسون (بما في ذلك أنه يعتبر نفسه صهيونيًا)، يخلص إلى أن قلة من الناس قد يختلفون على أن العرب سوف يستفيدون من التعاون والازدهار اليهودي، وربما يكون الكتاب خطوة نحو هذا الفهم.

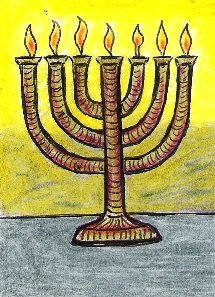
"يمكن للمرء أن يكون صهيونيًا دون أن يكون قوميًا، حتى ولو لم يكن قوميًا عدوانيًا. فالصهيونية الأولى – تلك التي امتدّت تجربتها زمنًا أطول بكثير من "الصهيونية الجديدة" المعاصرة – كانت مع ذلك صهيونية، رغم أنها لم تكن تحمل أي أثر للقومية بمعناها الحديث شبه العدواني. تلك الصهيونية لم تكن قائمة على فكرة "أمة يهودية" لم تكن تعترف بوجودها بالمعنى الحديث، بل كانت تقوم على "الشعب اليهودي". (نص من مقدمة هيامسون لكتاب فلسطين: سياسة، الصفحتان الحادية عشرة والثانية عشرة، مُترجم من النسخة الإنجليزية)

## المُلخص
في مقدمة كتابه، يقول هيامسون إنه صهيوني روحي [الإنجليزية]، وليس صهيونيًا قوميًا أو سياسيًا. في الفصل الأول من كتابه، اليهودي ورسالة إسرائيل، يميز بين اليهود الذين ينتمون إلى الديانة اليهودية، والعبرانيين الذين ينتمون إلى العرق اليهودي، والإسرائيليين الذين هم أعضاء في المجتمع أو الجنسية اليهودية. إن رسالة اليهود هي المبرر الرئيس لبقاء اليهود (أي الدين)، ليكونوا "كهنة وأمة مقدسة"، وهي دعوة دينية بحتة. لتجنب الاندماج يجب على كل اليهود الذين يريدون بقاء اليهودية أن يكونوا صهاينة. وتقدم الفصول الأربعة التالية تاريخًا لأشكال مختلفة من الصهيونية، وعادة ما يتعلق الأمر بكيفية ارتباطها بإنجلترا. بدءًا من الصهيونية المسيحانية التي غالبًا ما تكون ألفية ولعبت دورًا في إعادة توطين أوليفر كرومويل لليهود في إنجلترا [الإنجليزية]. وينظر بعد ذلك إلى المؤيدين البريطانيين للصهيونية، وهم في الأغلب مسيحيون، والذين يشير إلى أنهم لم يتصوروا عادة قيام دولة يهودية. وفي فصل بعنوان "الصهيونية العملية"، يقدم تاريخًا للاستيطان اليهودي في فلسطين على مدى المائتي عام الماضية. تنظر الصهيونية السياسية إلى ثيودور هرتزل والمنظمة الصهيونية، وتؤكد أن الصهيونية السياسية التي تحتاج إلى دولة يهودية هي في نهاية المطاف حركة استيعابية. تتناول الفصول الخمسة التالية التدخل البريطاني الأخير في فلسطين، بدءًا من إعلان بلفور وانتهاءً بفترة وجيزة بعد صدور الكتاب الأبيض عام 1939 م. ومن الواضح أن تعاطفه ينصب على الصهاينة العمليين (أولئك الذين يريدون الاستقرار في فلسطين)، ولكن ليس على الصهاينة السياسيين (الذين يريدون دولة يهودية). وعندما يتحدث عن الهجرة اليهودية إلى فلسطين، فإنه يربطها بـ "القدرة الاستيعابية الاقتصادية" للبلاد.
وفي الفصل الأخير، الخطوة التالية، يطرح هيامسون حلًّا للقضايا التي واجهتها فلسطين في عام 1942. وبعد أن أشار إلى أن الوضع يبدو غير قابل للحل، كتب أنه يجب أن يكون من الممكن لكل من اليهود والعرب أن يعيشوا جنبًا إلى جنب مع تحقيق طموحاتهم في "الحرية الفردية والحرية الجماعية أو الوطنية" (وبشكل أكثر تحديدًا، توفير وطن قومي لليهود والتحرر من هيمنة الآخرين للعرب). ولتحقيق هذه الغاية، لا بد من التخلي عن فكرة إقامة دولتين عربية ويهودية على وجه التحديد. وينبغي اعتماد نظام مثل النظام المتبع في الكانتونات السويسرية أو المملكة المتحدة، مع وجود قوانين مجتمعية محددة وحماية للأقليات. لقد أراد وايزمان هذا في عام 1919، واقترح القائد نوري السعيد وجورج أنطونيوس مخططات مماثلة. ومن شأن هذا الترتيب أن يكون الخليفة الحقيقي لمجلس الأراضي الأربعة [الإنجليزية] والمجلس الليتواني. وعلاوةً على ذلك، فإن فلسطين، حتى لو استطاعت الحركة الصهيونية جعل أغلبية السكان من اليهود، سوف يتعين في نهاية المطاف أن تكون جزءًا من سوريا الكبرى. وبهذه الطريقة يمكن التغلب على الصراع بين اليهود والعرب ويمكننا أن نرى التعاون المتبادل كما كان في العصر الذهبي للعرب.

## الاستقبال والكتابة لاحقًا
قدمت مجلة الشؤون الخارجية للكتاب مراجعة قصيرة، ووصفته بأنه "أحد الكتب الأكثر منطقية وموضوعية حول "الأرض الموعودة" التي كتبها يهودي غير صهيوني".
في حزيران 1946 أضاف هيامسون اسمه إلى رسالة إلى صحيفة التايمز مع عدد من موظفي الخدمة المدنية الهنود [الإنجليزية] ليقول إن الوضع في فلسطين وإمكانية المصالحة بين اليهود والعرب أصبحا أكثر صعوبة بسبب استنتاجات لجنة التحقيق الأنجلو أمريكية. واقترحوا حكمًا ذاتيًا لجميع سكان فلسطين، اليهود والعرب، داخل دولة واحدة قبل أن يتم إيجاد حسن النية بين الطرفين. وبمجرد ضمان وضع كل مجتمع، فإن التعاون سوف يتبع ذلك. وينبغي بذل جهود عملية على غرار بعثة مجلس الوزراء إلى الهند [الإنجليزية]، والتي يقولون إنها نجحت في ظل ظروف أكثر تعقيداً إلى حد كبير. وفي نيسان 1948 م كتب رسالته الأخيرة إلى صحيفة التايمز والتي دعا فيها إلى حل ثنائي القومية (الدولة الواحدة) أو فيدرالي للوضع في فلسطين.
وفي عام 1950 نشر هيامسون كتابه الأخير حول قضية فلسطين في فلسطين تحت الانتداب، 1920-1948 (بالإنجليزية: Palestine in Palestine under the Mandate, 1920-1948). وتضمّن الكتاب فصلًا عن طرد المزارعين العرب المستأجرين من الأراضي التي بيعَت ببند المُلاك العرب الغائبين للوكالات اليهودية منذ عشرينيات القرن العشرين.